# Wulfila saltabundus
Wulfila saltabundus är en spindelart som först beskrevs av Nicholas Marcellus Hentz 1847.  Wulfila saltabundus ingår i släktet Wulfila och familjen spökspindlar. Inga underarter finns listade i Catalogue of Life.